# Krbarić
Krbarić je hrid na sjeveru Kornatskog otočja, 510 metara sjeverno od Žuta.
Površina otoka je 464 m2, a visina 3 metra. Dimenzije hridi su otprilike 30 x 20 metara.

## Vanjske poveznice
|  | Zajednički poslužitelj ima još gradiva o temi Krbarić |